# ホンダ・G´
G´（ジーダッシュ）は、本田技研工業がかつて製造販売発売したオートバイである。

## 車両解説
1989年1月18日発表、同月25日に年間販売目標50,000台・標準販売価格143,000円でで発売。型式名A-AF23。アンダーボーンフレームに排気量49㏄のAF18E型強制空冷2ストローク単気筒エンジンを搭載するスクータータイプの原動機付自転車である。
1,140mmのショートホイールベース・1,585mmのコンパクトな全長・乾燥重量59kgをセールスポイントとする車体は前年度に発売されたパックスクラブを受け継ぎ、俗に大径駆動系と呼ばれる変速用プーリーを装備するエンジンは同じく前年度に発売されたDJ・1RRを受け継ぐ。共に同じスポーツスクーターというコンセプトの二車を統合する後継車と言えるが、そのどちらともやや趣が異なる。
セル・キック併用のAF18E型エンジンは内径x行程=39.0×41.4（mm）・圧縮比7.2から最高出力6.8ps/7,000rpm・最大トルク0.73kg-m/6,500rpmのスペックを発揮。サスペンションも、DJ・1RRでは左側のみであった油圧式ダンパーを左右に装備する本格的なテレスコピック式とし、前輪ブレーキも従来の機械式ドラムから油圧式シングルディスクとなった。
1990年に生産終了。コンセプトはやや異なる（DJ・1RRの路線に戻った）が、エンジン、サスペンションなどの特徴を受け継いだのは1992年発売のディオZX。